# لورين سلاتر
لورين سلاتر (بالإنجليزية: Lauren Slater)‏ هي معالجة نفسية أمريكية، ولدت في 21 مارس 1963.